# Distalbiss

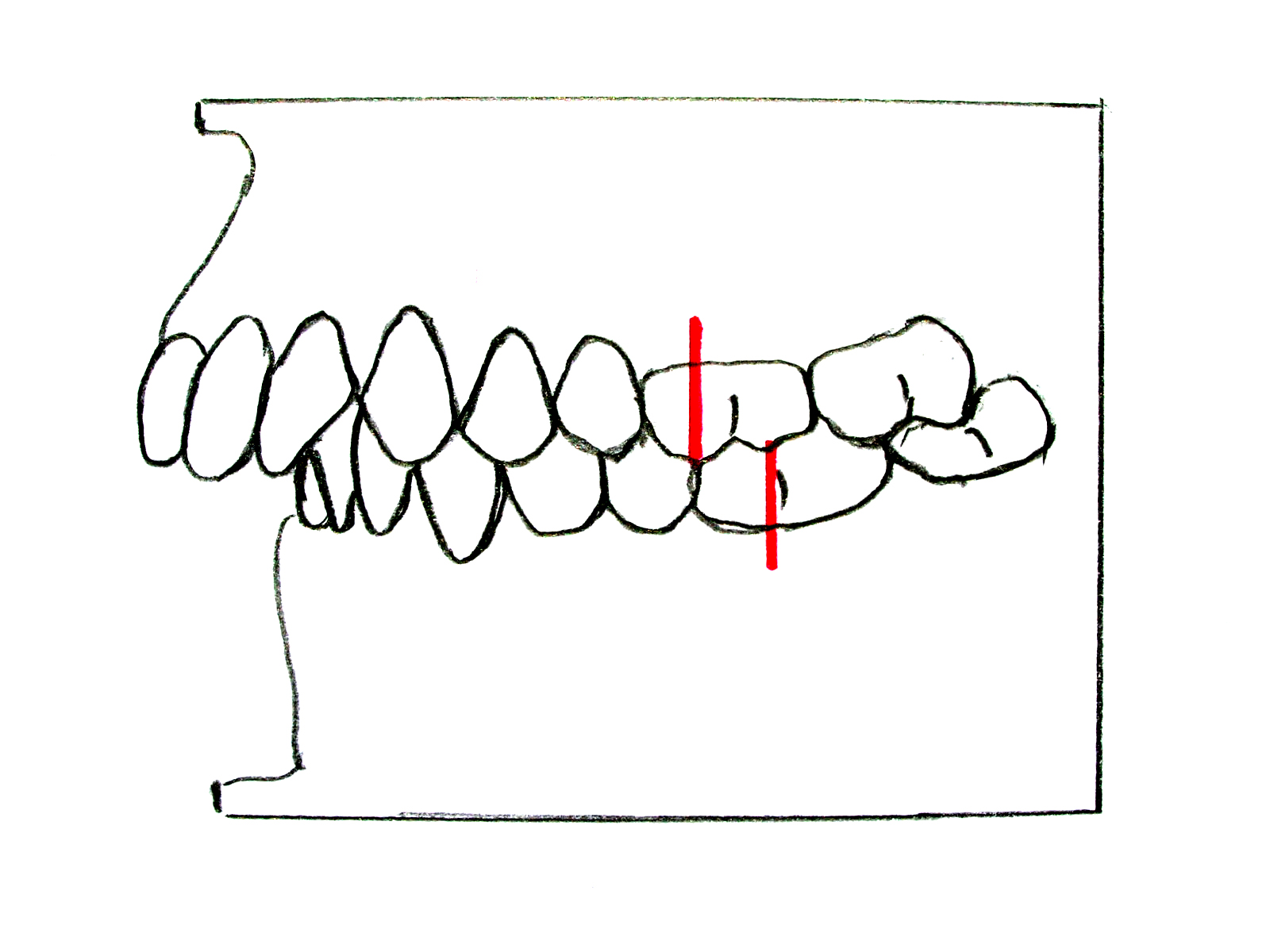
Distalbiss: Angle-Klasse II/1

Unter einem Distalbiss versteht man in der Zahnmedizin eine Unterkieferrücklage. Der Unterkiefer liegt im Verhältnis zum Oberkiefer zu weit hinten (lat.: distal). Der US-amerikanische Kieferorthopäde Edward H. Angle (1855–1930) definierte 1899 die Okklusion. Demnach wird der Distalbiss als Angle-Klasse II definiert. Die Einteilung dieser Gebissanomalie wird gemäß der Okklusion der ersten unteren Molaren gegenüber den oberen ersten Molaren (Sechsjahrmolaren) getätigt. Ursache für die Positionsabweichung ist ein zu weit zurückstehender Unterkiefer (mandibuläre Retrusion) beziehungsweise ein zu weit vorstehender Oberkiefer (maxilläre Protrusion). Der Distalbiss mit zurückliegendem Unterkiefer ist die am häufigsten vorkommende Kieferfehlstellung und sehr oft kombiniert mit einem tiefen Biss.
Kennzeichen von einem Distalbiss ist eine vergrößerte Frontzahnstufe, bei der zwischen den Schneidezähnen vom Oberkiefer und Unterkiefer beim Schlussbiss ein großer sagittaler Abstand von über 4 mm besteht.

## Tiefer Biss
Im regulär geformten Gebiss überlappen die oberen Schneidezähne die unteren in der Vertikalen um etwa zwei bis drei Millimeter. Bei stärkerem vertikalen Überbiss spricht man vom tiefen Biss. Dieser kann bei extremer Ausprägung dazu führen, dass die unteren Schneidezähne die Gaumenschleimhaut berühren, beziehungsweise in diese hineinbeißen. Eine besondere Form des tiefen Bisses, bei dem die oberen Schneidezähne sehr steil stehen und die unteren Frontzähne total verdecken, wird Deckbiss genannt. Ein Einbiss der unteren Schneidezähne in die Gaumenschleimhaut kann zu Verletzungen ihrer und zu entzündlichen Veränderungen im Zahnhalteapparat (Zahnfleisch und Kieferknochen) führen.

## Therapie
Je nach Schweregrad des Distalbisses wird mit herausnehmbaren oder festsitzenden Apparaturen oder einer Kombination aus beiden behandelt. Mit der Behandlung geht oft eine Profilverbesserung des Gesichtes einher.

## Säuglingsalter
Der Distalbiss ist bei Neugeborenen eine normale Bisslage als harmonische Anpassung an die naturgemäße Art der Nahrungsaufnahme.

## Distalbiss beim Hund
Beim Hund kommt der skelettale Distalbiss vor. Der Unterkiefer erscheint hier zu kurz, die Unterkieferincisiven liegen deutlich hinter den oberen Schneidezähnen, so dass es nicht zur Ausbildung eines Scherengebisses kommt.